# Tomasz Szczypiński
Tomasz Szczypiński (Cracóvia, 22 de Setembro de 1953) é um político da Polónia. Ele foi eleito para a Sejm em 25 de Setembro de 2005 com 7399 votos em 13 no distrito de Cracóvia, candidato pelas listas do partido Platforma Obywatelska.
Ele também foi membro da Sejm 2001-2005.